# Holy Seven
Holy Seven – deutsch „heilige sieben (Krankheiten)“ – war der klassische Katalog von sieben psychosomatischen Krankheiten, die 1950 von Franz Alexander beschrieben wurden. Die Bezeichnung holy seven wurde allerdings erst nachträglich gebildet, da Alexander „spezifische Konflikte“ bei diesen Erkrankungen annahm und dabei glaubte, mit jeder dieser Krankheiten jeweils typische Kennzeichen für einen ganz bestimmten Persönlichkeitstyp gefunden zu haben. Diese Fragestellung verbindet sich heute mit der Annahme einer bestimmten Psychodynamik bei den Psychosomatosen, wie etwa die bei der essentiellen Hypertonie bzw. mit Fragen nach einer differentiellen Typologie.

## Katalog
Es handelte sich bei diesen sieben Krankheiten um: 
1. Ulcus ventriculi (Magengeschwür) und Ulcus duodeni (Zwölffingerdarmgeschwür)
2. Asthma bronchiale (Bronchialasthma)
3. Rheumatoide Arthritis (Chronische Polyarthritis)
4. Neurodermitis (Hauterkrankung)
5. Essentielle Hypertonie (Bluthochdruck)
6. Hyperthyreose (Schilddrüsenüberfunktion)
7. Colitis ulcerosa, Morbus Crohn (chronisch-entzündliche Darmerkrankungen)[3]

Von einigen Autoren wird auch die Migräne zu den Holy Seven der Psychosomatosen gezählt.

## Spezifische Konflikte
Die Annahme von sieben spezifischen Krankheiten ließ sich zwar nicht in einer strengen Art und Weise bestätigen, da die Typisierung der Persönlichkeit nicht in jedem Einzelfall genau genug ist, um alle individuellen Besonderheiten zu berücksichtigen. Die Psychologie kann zwar nicht auf die Annahme gesetzmäßiger Zusammenhänge verzichten, allerdings ist sie hauptsächlich als idiographische Wissenschaft zu verstehen, das heißt, als Forschung, die von der Darstellung von Einzelfällen lebt. Die Annahme von sieben Persönlichkeitstypen ist als psychologisch „gesetzhaft“ bereits deshalb unwahrscheinlich, weil jede Systematik etwas Willkürliches besitzt. Auch hat die zwischenzeitlich rasch anwachsende Zahl von Psychosomatosen diese Annahme eher als unwahrscheinlich anmuten lassen. Die Bezeichnung „Heilige Sieben“ lässt daher schon vorab an eine eher kritische Einstellung gegenüber der Theorie von Alexander denken, da sie weniger an eine wissenschaftliche These als vielmehr an eine Glaubenstatsache denken lässt. Eine Reihe von allgemein verbreiteten Widerständen gegen psychoanalytische Deutungen stehen im Zusammenhang mit diesen Tatsachen. Thure von Uexküll berichtet selbst über eine persönliche Begegnung mit Alexander, bei der er, von einer seiner Deutungen zu einem bestimmten Krankheitsfall, sehr überrascht war. Später erwies sich diese Deutung jedoch als zutreffend.
Im Vorfeld der Untersuchung von Alexander sah bereits 1935 Helen Flanders Dunbar (1902–1959) lebensgeschichtliche Ereignisse vor allem der frühen Kindheit als wesentlich für die Ausprägung von Charaktereigenschaften an. Schon damals nahm sie eine Reihe aus vorstehenden sieben Erkrankungen als Beispiel, um verursachende psychogene Krankheitsfaktoren darzulegen. Für diese hatte es bisher keine körperlichen Hinweise gegeben. Dunbar warnte selbst davor, ihre Persönlichkeitsprofile vorschnell zu verallgemeinern. Solche Persönlichkeitsprofile wurden in den 50er Jahren beispielsweise u. a. aus der Modellvorstellung der Managerkrankheit gewonnen.
Die Annahme spezifischer Konflikte, die zu einer von Alexander so bezeichneten vegetativen Neurose führten, wurde erneut als Konzept von Thure von Uexküll aufgegriffen. Er hielt organbezogene vegetative Störungen für die Auswirkung von unbewältigtem Dauerstress und bezeichnete sie als Bereitstellungskrankheiten. Sie sind die chronische Fortführung der Pathodynamik funktioneller Syndrome. Die praktischen Schwierigkeiten bei der diagnostischen Beurteilung und Systematik beruhen auf der grundsätzlichen Ambivalenz emotional bestimmender Motive, die sich gerade auf die Dauer der Krankheitsentwicklung in gegensätzlicher Richtung entfalten können, wie z. B. der angebliche Ehrgeiz von Magenkranken.
Hinsichtlich der Persönlichkeitsdiagnostik bezeichnete Karl Jaspers die idealtypische Charakterkunde als „Systematik aller möglichen scharf bestimmten Gegensätze“. Das Maßvolle wird dabei auch als Total- oder Realtypus bzw. als das Mittlere zwischen den jeweils gegensätzlichen extremen Polen benannt.

## Kritik
Im Fall des Magen- und Zwölffingerdarmgeschwürs wurde 1982 das Bakterium Helicobacter pylori als Krankheitsverursacher identifiziert. Man geht heute davon aus, dass dieses Bakterium die Hauptursache für diese Geschwüre ist. Die Entdeckung körperlich begründbarer Krankheitsfaktoren stellt jedoch kein Argument gegen den wirksamen Einfluss von psychologischen Stressoren dar. Solche Stressoren können z. B. die Empfänglichkeit für Infektionen beeinflussen. Das Ausmaß der Beeinflussung ist jedoch umstritten und von dem zugrunde liegenden Weltbild des Mediziners abhängig; ob dieser physiologische oder psychologische Ursachen in der Medizin für prädominant hält.
Als unerwartetes Ereignis anlässlich der Untersuchungen von Helen Flanders Dunbar erschien die Untersuchung einer ganz bestimmten Kontrollgruppe. Diese Gruppe war von Dunbar gewählt worden als Gegenbeispiel von offensichtlich nicht durch psychische, sondern augenscheinlich nur durch physische Ursachen betroffenen Kranken, von denen weiter anzunehmen war, dass sie durch Zufall ins Krankenhaus gekommen waren. Bei diesem vermeintlich „zufällig“ erkrankten Personenkreis ging sie davon aus, dass es keine inneren Zusammenhänge mit dem Unfallereignis gibt, ähnlich dem sprichwörtlichen Pech von Menschen, denen „ein Dachziegel auf den Kopf fällt“. Es handelte sich bei der Kontrollgruppe um Patienten auf einer chirurgischen Unfallstation. Im Ergebnis zeigte sich jedoch, dass es eine bestimmte Menschengruppe gibt, die immer wieder von Unfällen heimgesucht wird. Eine genauere Analyse der Zusammenhänge ergab sodann, dass die Art, wie man seine Umwelt gefühlsmäßig erlebt und einschätzt, und die Art, wie man auf ihre Anforderungen reagiert, nicht gleichgültig ist im Hinblick auf die Wahrscheinlichkeit, ob man sich einen Unfall zuzieht oder nicht. Dies hatte bereits im Jahr 1926 Karl Marbe im Rahmen seiner Untersuchungen für eine Verkehrsgesellschaft in den USA festgestellt. Sie hatte zur Folge, dass bei dieser Gesellschaft die Unfallzahlen auf ein Fünftel reduziert werden konnten, nachdem Fahrer, die dort schon früher Unfälle verursacht hatten, anderweitig beschäftigt wurden.
Es soll nicht der Eindruck entstehen, es handle sich um eine allgemein akzeptierte Theorie. Die Einschätzung als psychosomatisch hängt von der Einstellung des jeweiligen Wissenschaftlers ab, welchen Aspekt er bevorzugt. Naturwissenschaftliche Betrachtungsweise bevorzugt vielfach eher somatische denn psychische Aspekte. Meist handelt es sich jedoch bei pathogenetischen Erwägungen um eine Vielzahl von Faktoren, die nicht in reduktionistischer Art und Weise verabsolutiert werden dürfen.